# Matthew Diamond
Matthew Diamond (ur. 26 listopada 1951 w Nowym Jorku) – amerykański choreograf, reżyser filmowy i telewizyjny. 
Był nominowany do Oscara za najlepszy pełnometrażowy film dokumentalny za film Dancemaker (1998). Nominowano go również cztery razy do Daytime Emmys, kilkakrotnie do nagrody Directors Guild of America i Primetime Emmys; otrzymał nagrodę na MFF w San Francisco.
Reżyserował: Szpital miejski (2004–2007; 2008-obecnie), Guiding Light, Gotowe na wszystko, Uwaga, faceci!, Help Me Help You, My Boys, Kochane kłopoty, Świat Raven, Hoży doktorzy, Oh Baby, Egzamin z życia, Maggie, Linc’s, CBS Schoolbreak Special, ABC Weekend Specials, Cafe Americain, The Belles of Bleeker Street, Anything But Love, Golden Girls, Doogie Howser, M.D., A Different World, Designing Women, The Hughleys, Just Shoot Me!, The Naked Truth, Sister, Sister, Living Single, Family Ties, The Pitts, Favor & Family, The Random Years, The Grubbs, Daddio, Rude Awakening, The Hard Nut, The Secret Diary of Desmond Pfeiffer, ''Two Guys, a Girl and a Pizza Place, The College of Comedy with Alan King, Head Over Hills, Homeboys in Outer Space, Down the Shore, Stand By Your Man, Drexell's Class, Working Girl, The Marshall Chronicles, My Two Dads, My Sister Sam, You Can Dance – Po prostu tańcz, Camp Rock i Camp Rock 2: Wielki finał.